# Церусит
Церуси́т, біла свинцева руда — мінерал, карбонат свинцю острівної будови.; цінна свинцева руда. Синоніми: біла свинцева руда, акрузит, шпат свинцевий.

## Етимологія та історія
Карбонат свинцю відомий з давніх часів, але збереглися лише різні способи використання мінералу, в тому числі в косметиці.
У мові шахтарів, яка передається з пізнього середньовіччя, використовувалися різні терміни для карбонату свинцю, які в основному базувалися на кольорі мінералу. Мінерал вперше згадується в публікації De omni rerum fossilium genere Конрада Гесснера в 1565 році, який назвав мінерал з італійської провінції Віченца (Vicentino) після латинського слова cerussa і дав йому німецьку назву «Bleyweiß». Також серед ранніх згадок є стаття, опублікована Лазарусом Еркером (1528/1530 — 1594) у 1580 році, в якій він описує мінерал як «біла пластова руда».
У 1809 році Авраам Ґотлоб Вернер відрізнив «світлий свинцевий шпат» або білу свинцеву руду від темного свинцевого шпату або чорної свинцевої руди, зафарбованої добавками. У 1813 році Йоганн Фрідріх Гаусман скоротив ці терміни назад до «свинцевого білила» та «чорного свинцю» у своєму довіднику з мінералогії.
Назва церусит, яка діє й сьогодні, була остаточно введена Вільгельмом фон Гайдінгером у його посібнику з визначення мінералогії, опублікованому в 1845 році, на основі латинського походження cerussa.

## Загальний опис
Хімічна формула: Pb[CO3]. Містить (%): PbO — 83,53; CO2 — 16,47. Домішки: Zn (до 4,5 % ZnO), Sr (до 3,2 % SrO), Ag і Са. Структурний аналог арагоніту. Сингонія ромбічна. Ромбо-дипірамідальний вид. Форми виділення: натічна суцільна маса і аґреґати зернистого вигляду, кірки, натічні маси і вкрапленики, рідше кристали і трійникові зростки стовпчастого, таблитчастого або жердиноподібного вигляду. Часті двійники. Спайність по (110) і (021) ясна. Густина 6,55-6,57. Твердість 3,0-3,75. Білого кольору з сіруватим, жовтуватим або буруватим відтінками, іноді синій, зелений. Блиск алмазний іноді скляний. Риса безбарвна до білої. Прозорий до напівпрозорого. Дуже крихкий. У рентгенівських та ультрафіолетових променях флуоресціює.
Типовий гіпергенний мінерал; утворюється при дії карбонатних вод на ґаленіт в зоні окиснення свинцевих і поліметалічних сульфідних родовищ. У значних скупченнях — свинцева руда. Супутні мінерали: англезит, геміморфіт, піроморфіт, малахіт. Поширений вторинний мінерал цинку.
Асоціація: англезит, смітсоніт, малахіт, азурит, фосгеніт, піроморфіт, галеніт.

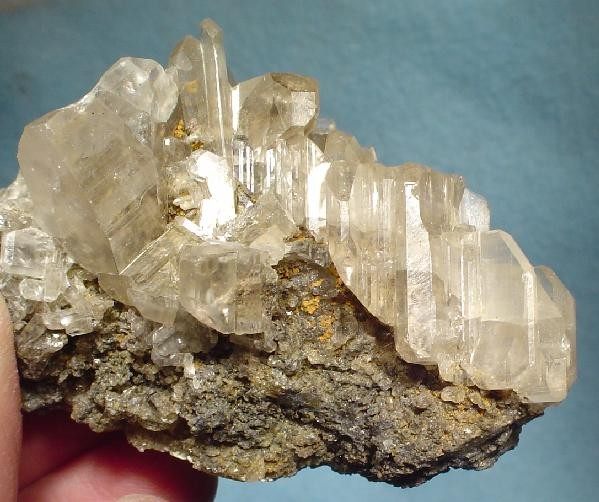
Церусит
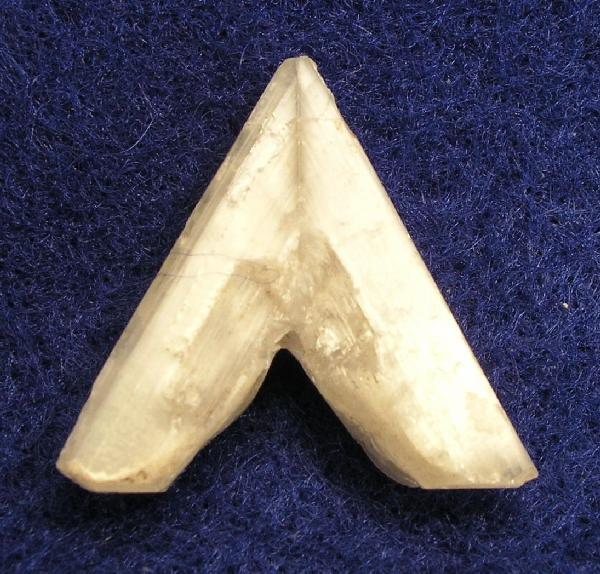
Двійники церуситу
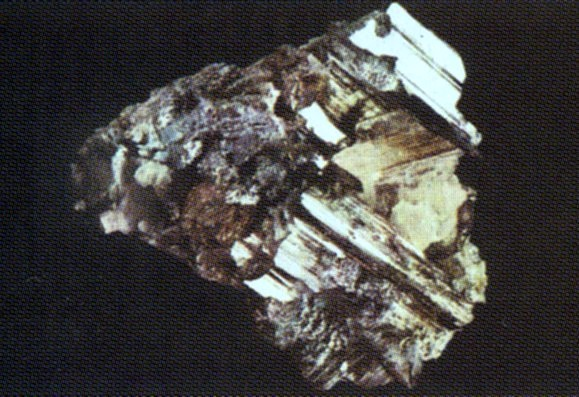
Церусит у Малій гірничій енциклопедії

## Поширення
Станом на 2021 рік у всьому світі задокументовано понад 5300 мість локалізації церуситу.   
Розповсюдження: Айфель, Північний Рейн-Вестфалія, Гарц (ФРН), Брокен-Гілл (Австралія), Новий Південний Уельс, Міндоулі (Республіка Конго), штати Аризона, Колорадо, Айдахо (США), Цумеб (Намібія), Кабве в Замбії, Іглезіас на Сардинії, Італія, Казахстан, Забайкалля і Алтай (РФ), Пржибрам (гірничорудний район) в Чехії. В Україні є на Донбасі, в Закарпатті.
До відомих рудних родовищ належать Лідвіль у Колорадо (США), Брокен Гілл у Новому Південному Уельсі (Австралія) і Мехерніх у Північному Рейні-Вестфалії (Німеччина).

## Цікаво
Переробка церуситу — давній металургійний промисел. Ось як про це у своїй книзі De Re Metallica (1556 рік) говорить Георг Агрікола:
| Свинцеві руди, як то: церусит, колчедани або каміння, з яких виплавляється свинець, часто плавлять у спеціальній печі..., але не менш часто і в... печі з відкритим випускним отвором. Горн і передній горн виготовляють із порошку, що містить невелику кількість залізних стружок. Залізний шлак є основним плавнем для таких руд. |